# Pierre Makyo

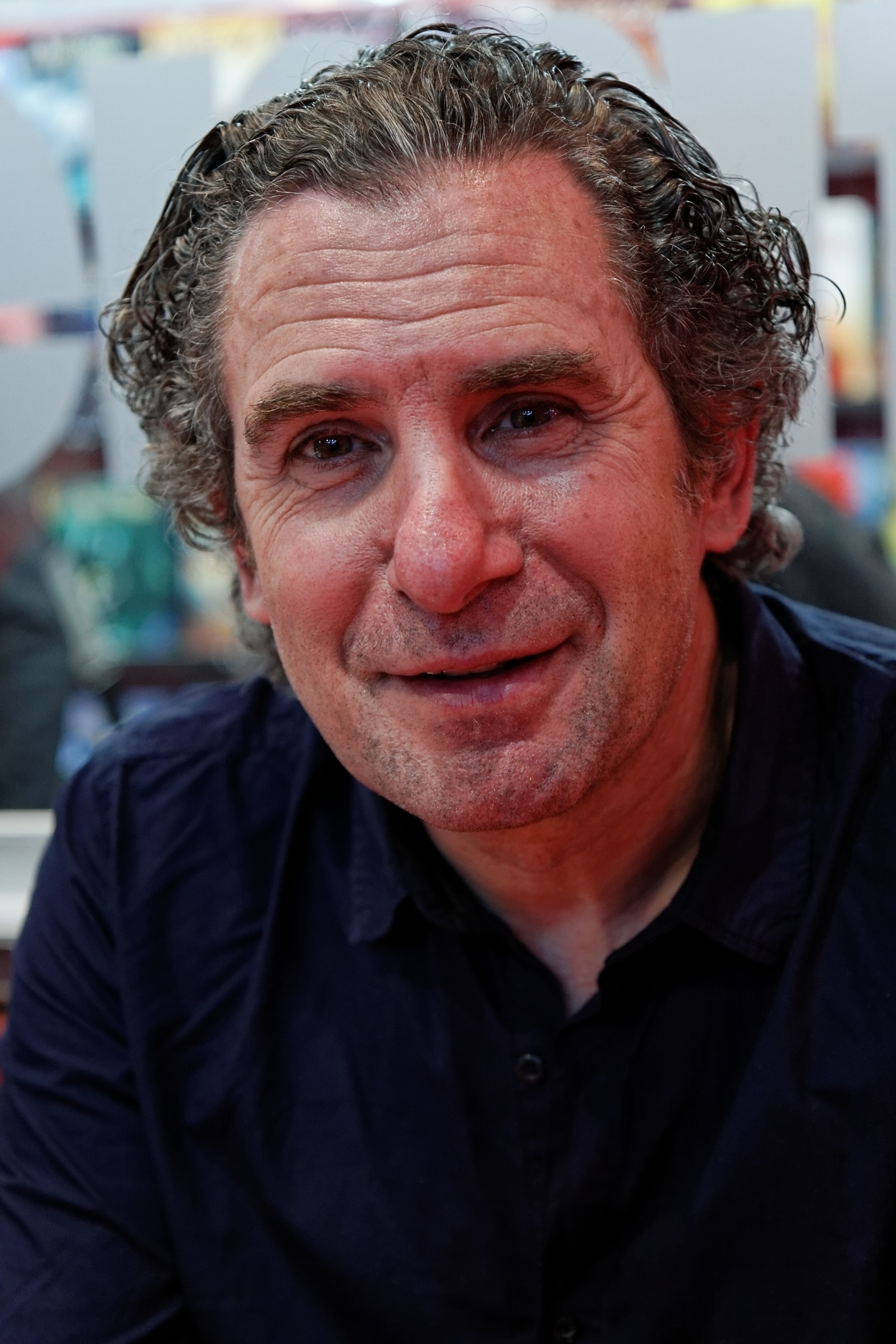
Pierre Makyo (2012)

Pierre Makyo (* 16. Juli 1952 in Dunkerque als Pierre Fournier) ist ein französischer Comicautor und -zeichner.

## Leben und Werk
Makyo debütierte als Comiczeichner im Magazin Spirou. Ab 1981 schrieb er die Szenarios der Serie Balade au bout du monde (dt.: Die Reise ans Ende der Welt) für die Zeichner Laurent Vicomte, Eric Hérenguel, Michel Faure und Laval erstmals für die Zeitschrift Gomme!. Diese Fantasy-Serie wurde ein großer Erfolg und hat 15 Alben hervorgebracht. Ab Mitte der 1980er zeichnete und textete Makyo die Serie Grimion gant de cuir (dt.: Grimion Lederhandschuh) und textete für Gully und Jérôme K. Jérôme Bloche (dt.: Jackie Kottwitz). Für die humoristische Serie Les Bogros (dt.: Die Bogros) war er noch einmal selbst als Zeichner aktiv.
In den 2000er Jahren textete er die Serien Alzéor Mondraggo, Lumière Froide (dt.: Lou Chrysoées Abenteuer – Kaltes Licht) und Je suis cathare.
2015 veröffentlichte er das Spirou-und-Fantasio-Spezialalbum Ein großer Kopf, bei dem er von seinem Bruder Toldac (eigentlich: Michel Fournier) und Téhem (eigentlich: Thierry Maunier) unterstützt wurde. In deutscher Sprache erschien der Comic im Jahr 2015 bei Carlsen.

## Alben
- Die Reise ans Ende der Welt (13 Alben, Carlsen/Arboris, 1984–2004)
- Auf der Suche nach Kœnig Rodonnal (B&L, 1986)
- Grimion Lederhandschuh (3 Alben, Carlsen, 1986–1988; 1 Album, Finix Comics, 2016)
- Gully (3 Alben, Feest, 1988–1989)
- Die Bogros (2 Alben, Schreiber & Leser, 1989)
- Jackie Kottwitz (5 Alben, Carlsen/Phoenix, 1989–2000; Gesamtausgabe, Finix Comics, seit 2013; eine weitere Geschichte im ZACK-Magazin)
- Der Zyklus der zwei Horizonte (3 Alben, Carlsen, 1992–1993)
- Ikar (2 Alben, Arboris, 1996–1997)
- Alzéor Mondraggo (3 Alben, Arboris, 2002–2006)
- Lou Chrysoées Abenteuer – Kaltes Licht (3 Alben, Arboris, 2003–2006)
- Spirou und Fantasio – Ein großer Kopf (Spezialalbum 20, Carlsen, 2015)

## Auszeichnungen
- 1998: Prix Tournesol für den zweiten Band der Serie Ikar (mit René Follet)